# Cesmína vroubkovaná
Cesmína vroubkovaná (Ilex crenata) je stálezelený keř s drobnými listy, pocházející z Asie. Je používán jako okrasná dřevina např. na živé ploty.

## Charakteristika
Cesmína vroubkovaná je stálezelený hustě až k zemi větvený keř dorůstající výšky 1,5 až 3 metry, řidčeji i strom až 7 metrů vysoký. Letorosty jsou hranaté, tmavohnědé a šedavě chlupaté. Kůra je černošedá. Listy jsou střídavé, nahloučené na koncích letorostů, tmavě zelené, jen 1 až 4 cm dlouhé, lysé, na líci lesklé. Čepel listů je eliptická až obkopinatá, na okraji vroubkovaně pilovitá. Na rubu listů jsou drobné prosvítavé žlázky. Květy jsou bělavé, 4četné, na samičích rostlinách jednotlivé, na samčích ve svazečcích. Kvete v květnu až červnu. Plody jsou černé, asi 6 mm velké kulovité peckovice.
Druh je přirozeně rozšířen v Číně, Japonsku, Koreji a na Tchaj-wanu. Roste v horských lesích v nadmořské výšce 700 až 2100 m.

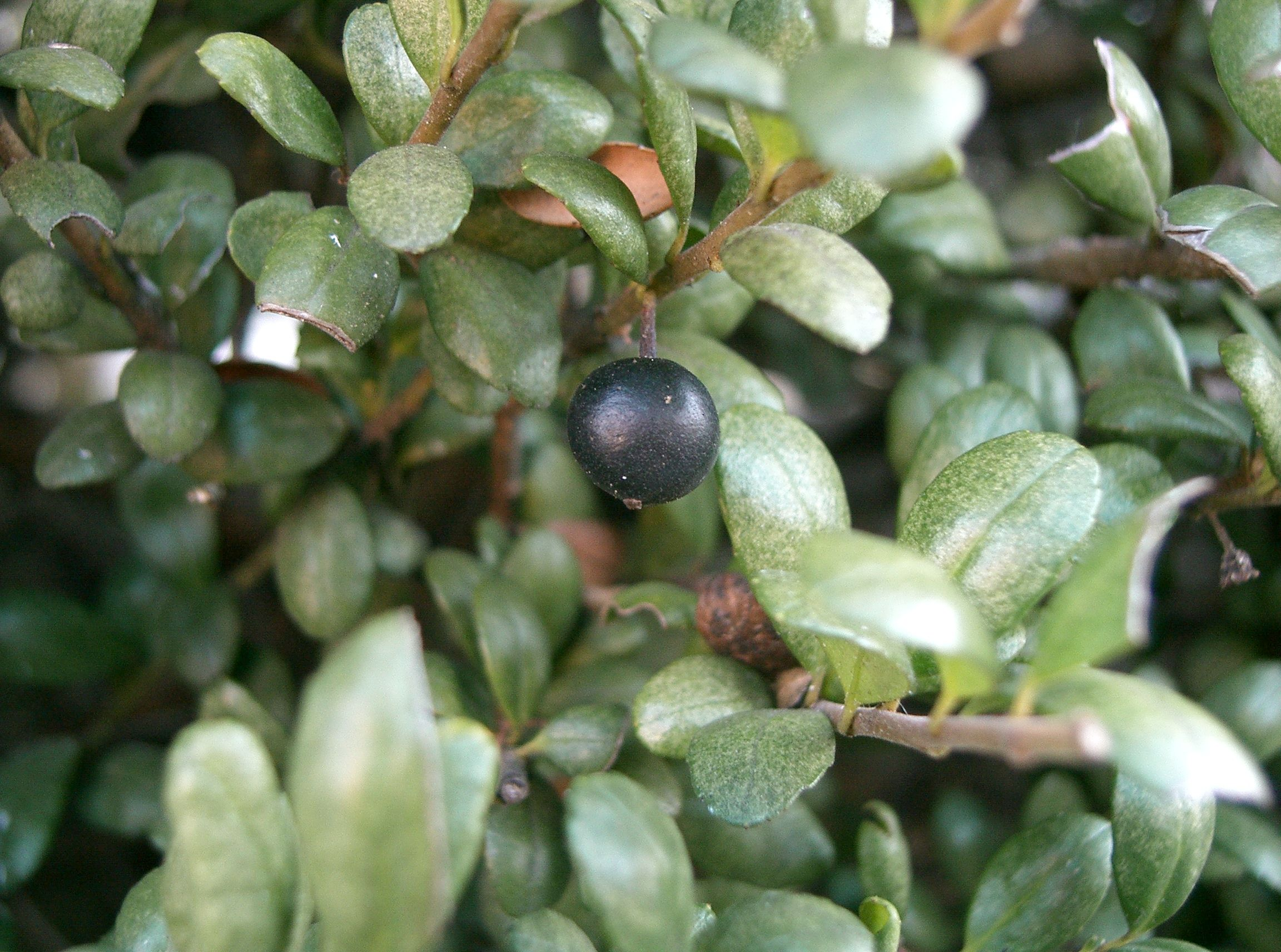
Větévky s plody
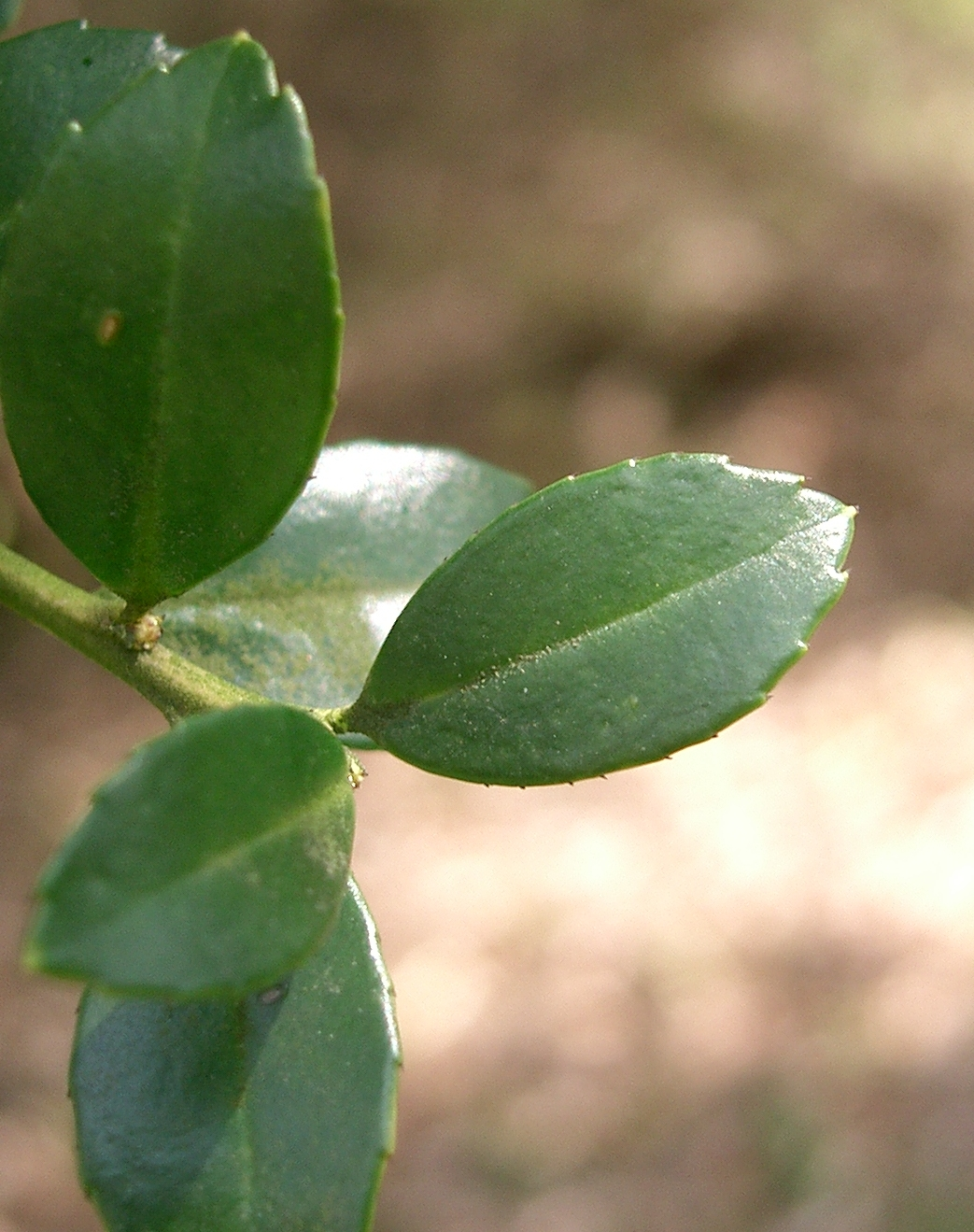
Detail listu
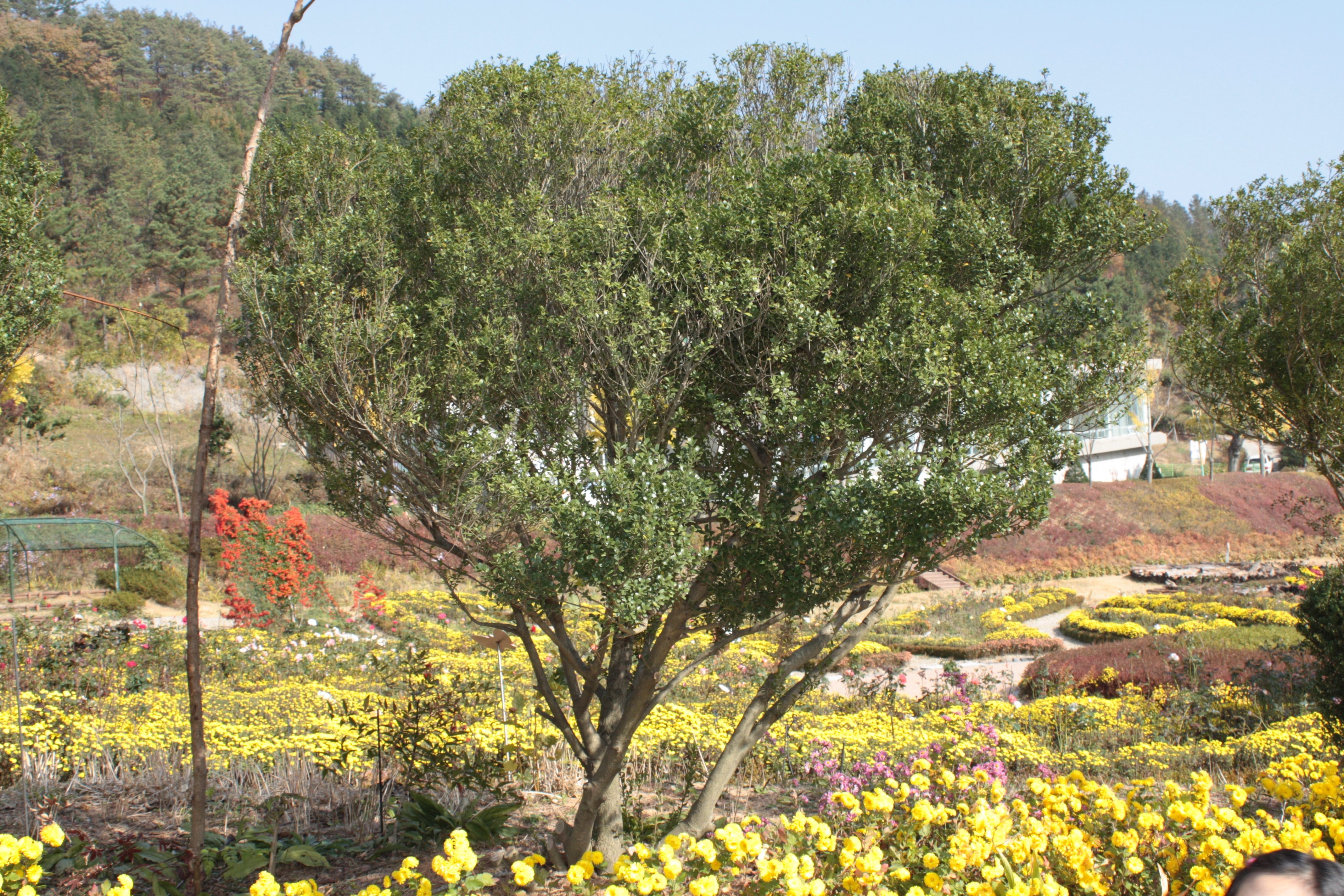
Keř v Koreji
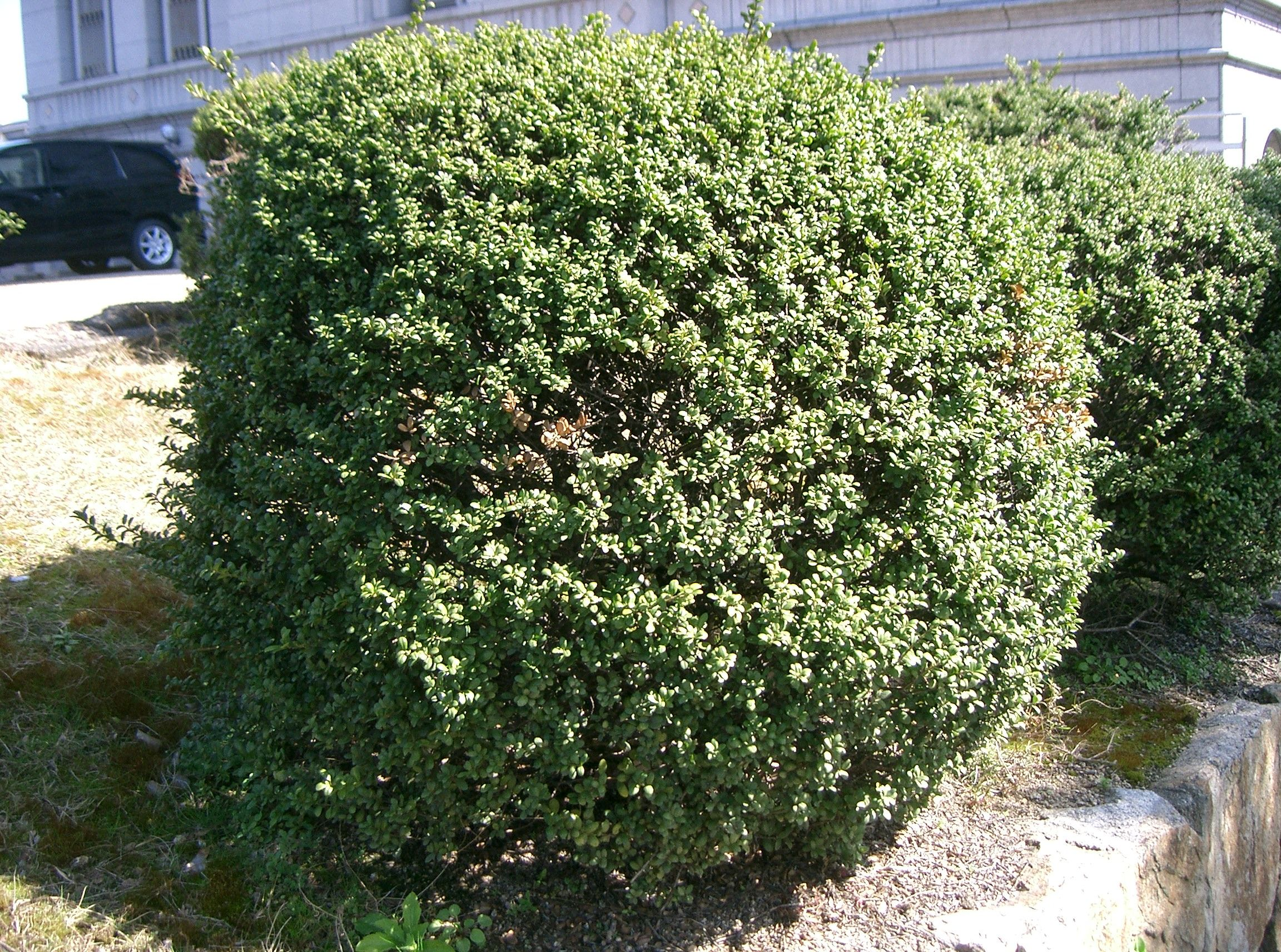
Zastřihovaný keř

## Využití
Cesmína vroubkovaná vzhledem poněkud připomíná zimostráz (Buxus). Velmi dobře snáší řez a je proto vhodná na stálezelené živé ploty a pro tvarování. Kultivarů je velké množství. Některé kultivary, např. 'Microphylla', mají nízký zakrslý vzrůst.